# Ordre des Pléiades (Iran)
Pour les articles homonymes, voir Pléiade.
L'Ordre de la Pléiade ou des Pléiades (en persan : نشان هفتپیکر Nishân-i-Haftpaykar), également appelé l'Ordre de Haft Paykar, était un ordre exclusivement féminin de l'ancien État Impérial d'Iran.

## Histoire
L'Ordre fut institué en 1957 par le dernier Chah d'Iran, Mohammad Reza Pahlavi. Il se composait de trois classes (1re classe, 2e classe, et 3e classe), et était attribué à des femmes de haut rang, pour marquer une reconnaissance spéciale ou une appréciation remarquable provenant du Shah.
On raconta que l'ordre honorait par son nom Soraya Esfandiary-Bakhtiari, la seconde épouse de l'ancien Chah Mohammad Reza Pahlavi. Le nom de l'ordre se réfère aux Pléiades, un amas d'étoiles situé dans la constellation du Taureau dans l'hémisphère nord. Soraya est un prénom féminin persan possédant une référence aux Pléiades.
L'ordre fut abolie par la République Islamique d'Iran après la chute du dernier Shah. Depuis lors, l'ordre continue simplement son existence en tant qu'ordre dynastique, et l'Impératrice Farah Pahlavi, la troisième épouse et veuve de Chah Mohammad Reza Pahlavi, est encore la souveraine-grande-maîtresse de cet ordre.

## Classes
- Première Classe - Réservé aux femmes étant des consorts des souverains régnants. Un cordon en grand-croix, avec pendentif en insigne se porte sur l'épaule droite en barrant le tronc. De 1955 à 1959, un insigne de plus grande taille était porté par un badge des mêmes couleurs matières que le cordon, épinglé sur l'épaule gauche. Le cordon de la première classe était parsemé de petites étoiles au niveau de la poitrine, mais le badge sous l'insigne de l'épaule fut abandonné pour cette classe, pas plus tard qu'en 1959.
- Deuxième Classe - Décerné aux princesses royales. L'insigne de la seconde classe se compose d'étoiles au niveau de la poitrine, du cordon et de l'insigne au bout, mais pas de l'insigne d'épaule.
- Troisième Classe - Décerné aux membres féminins de la famille impériale ou aux dames de haut rang. Les insignes de cette classe se composaient d'un badge uniquement, similaire à celui de la 2e classe, mais en plus petit. Il est porté au bout du cordon parsemé d'étoile au niveau de la poitrine.

Trois médailles étaient rattachées à l'Ordre : la première classe en or, la deuxième classe en or et argent, et la troisième classe en argent. Elles étaient généralement attribuées à des femmes membres de la maison Impériale pour longs et loyaux services. Les médailles sont portées suspendues à un petit badge.

## Insignes
L'insigne de la première classe est un médaillon rond en or, doré, entouré par six ornements ouverts, en forme de double boucles en or ; avec entre les boucles, de petits ornements émaillés en forme de coquilles, en partie de couleurs blanche. Le disque central est fait d'émail bleu, avec dessus placées sept étoiles d'or, garnies de brillants, et représentant l'amas d'étoiles des Pléiades. En outre, le disque est aussi entouré d'un émail blanc et d'un anneau en or avec vingt-quatre étoiles, faites d'or et de brillants. Le disque est surmonté par une version stylisée de la Couronne Impériale Pahlavi, émaillée de différentes couleurs et enrichie avec des escarboucles et brillants.
L'insigne d'épaule a la même apparence que le badge du cordon, mais est plus grand.
L'insigne de la deuxième classe est presque identique à l'insigne de la première classe, mais le médaillon et les étoiles sont seulement faits en argent doré. De même, la couronne est émaillée sans les escarboucles et les brillants.
L'étoile se compose d'un disque central émaillé bleu, comportant sept étoiles d'or, garnies de brillants, qui représentent les étoiles de l'amas des Pléiades. Le disque est entouré d'un émail blanc et d'un anneau en or avec vingt-quatre étoiles, faites d'or et de brillants. Cet ensemble est entouré par six ornements ouverts, en forme de doubles boucles en or ; avec entre les boucles, de petits ornements émaillés en forme de coquilles, en partie de couleur blanche. Le disque est surmonté par une version stylisée de la Couronne Impériale Pahlavi, émaillée de différentes couleurs et enrichie avec des escarboucles et brillants. À l'arrière, une épingle est fixée pour porter l'étoile sur le côté gauche de la poitrine.
La ceinture (ou cordon) est faite d'un ruban moiré de soie de couleur blanche, avec des rayures bleu foncé près des bords. Le badge est attaché au cordon par un anneau de suspension à partir du haut de la couronne.
Les médailles représentent l'image de l'insigne de l'ordre en relief. La jante comprend une large bordure, sur laquelle repose les sept petits ornements en forme de coquille. Les médailles sont surmontées de la couronne impériale Pahlavi à laquelle un simple anneau est attaché. Les médailles ne sont pas émaillées et ont un aspect identique pour toutes classes, sauf pour le métal indiquant l'appartenant à la classe particulière.

## Membres

### National

#### 1reClasse
- Maison Pahlavi : S.A.I. la Princesse Shahnaz[3]
- Maison Pahlavi : S.A.I. la Princesse Chams
- Maison Pahlavi : S.A.I. la Princesse Ashraf

#### 2eClasse
- Maison Pahlavi : S.A.I. la Princesse Christiane, la Princesse Ali Reza
- Maison Pahlavi : S.A.I. la Princesse Hamdamsaltaneh
- Maison Pahlavi : S.A.I. la Princesse Fatimeh
- Maison Pahlavi : S.A. Manijeh, la Princesse Gholam Reza
- Maison Pahlavi : S.A. Pari Sima, la Princesse Abdul Reza - révoquée
- Maison de l'Aga Khan: S.A. Yvette, Princesse de l'Aga Khan[4],[5]

### À l'étranger

#### 1reclasse
- Famille royale afghane : S.A. la reine Humaira Begum[6]
- Danemark : S.A. la reine Margrethe II du Danemark
- Danemark : S.A. la reine Ingrid, la Reine Mère[7]
- Malaisie :
  - Kedah : S.A. la reine Bahiya
  - Terengganu : S.A. la reine Zaharah
- Pays-Bas : S.A. la reine Beatrix Ire
- Espagne : S.A. la reine Sophie
- Thaïlande : S.A. la reine Sirikit[8]

#### 2eclasse
- France : Anne-Aymone Giscard d'Estaing, 19e Première Dame de France[9]
- Japon : S.A.I. Yuriko, la Princesse Mikasa[7]
- Pays-Bas : S.A.R. la Princesse Irène des Pays-Bas
- Tunisie : Moufida Bourguiba, ancienne 1re Première Dame de la Tunisie[10]
- États-Unis : Betty Ford, ancienne 49e Première Dame des États-Unis[11]